# C/2023 P1 (Nišimura)

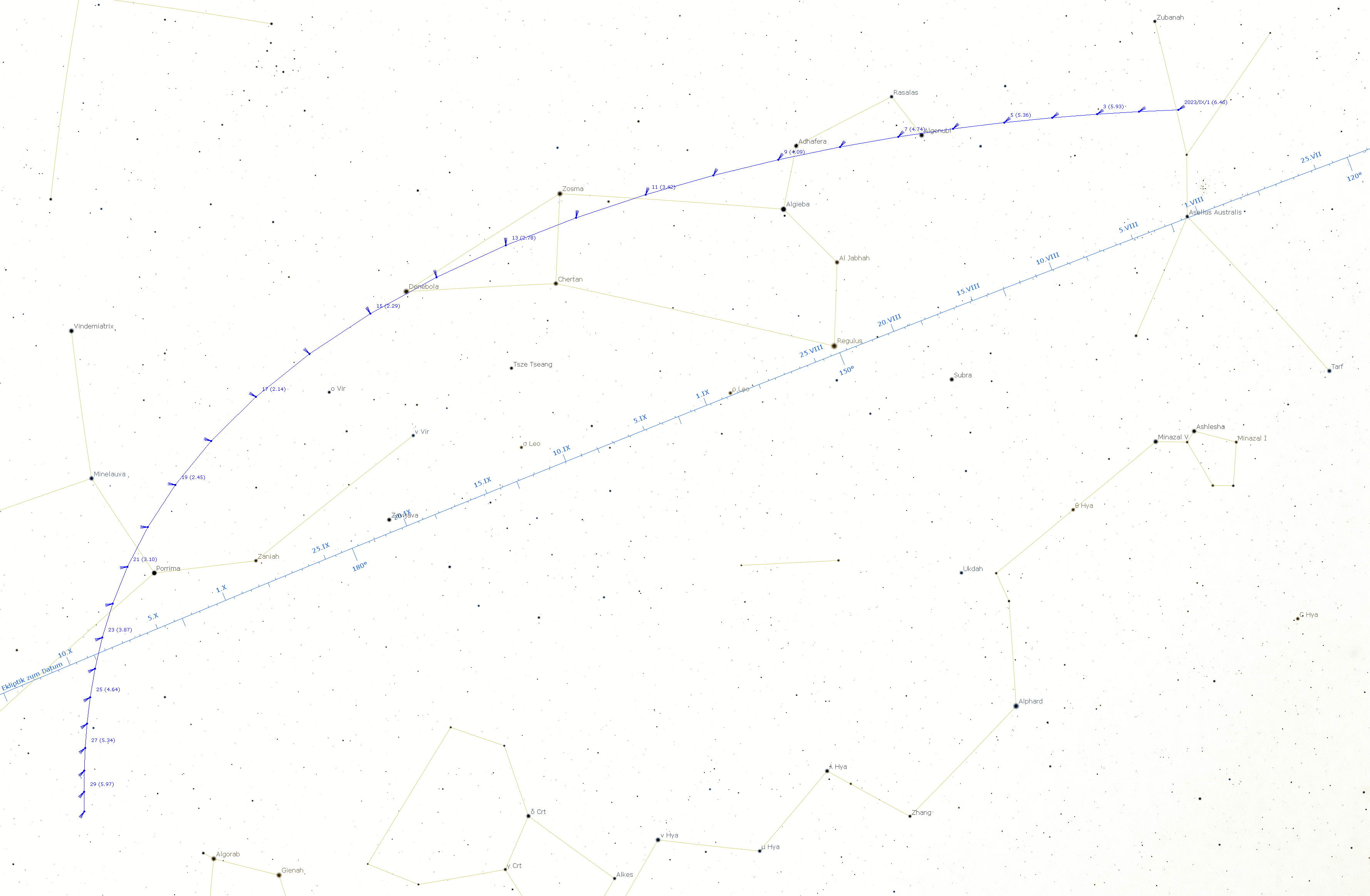
Poloha komety C/2023 P1 (Nišimura) na noční obloze v září 2023. Dne 1. září při zdánlivé hvězdné velikosti 6,5 mag v pravém horním rohu souhvězdí Raka. Dne 11. září při zdánlivé hvězdné velikosti 3,4 mag uprostřed v souhvězdí Lva. Dne 17. září při maximální zdánlivé hvězdné velikosti 2 mag vlevo, uprostřed v souhvězdí Panny. Dne 30. září při zdánlivé hvězdné velikosti 6 mag vlevo dole na hranici mezi souhvězdími Panny a Havrana.

C/2023 P1 (Nišimura), anglicky Nishimura, je dlouhoperiodická kometa, kterou objevil 12. srpna 2023 japonský amatérský astronom Hideo Nišimura (japonsky 西村 栄男) pomocí snímků pořízených digitální zrcadlovkou Canon EOS 6D s objektivem 200 mm. Jde o třetí kometu, kterou objevil.
V době objevu měla kometa hvězdnou velikost (jasnost) asi 10,5 mag a koma měla průměr asi 5 úhlových (obloukových) minut. Nišimurovi se později podařilo kometu lokalizovat na snímcích pořízených předchozí den.
Zemi byla nejblíže 12. září 2023, kdy se přiblížila na vzdálenost 0,84 AU (126 milionů kilometrů) a byla vzdálena pouze 15° od Slunce – zdánlivá vzdálenost od Slunce byla malá a pozorování bez pomůcek tak obtížné – jen krátce před a po konci občanského (civilního) soumraku (kolem 6:00 a před 20:00 SELČ). V perihelieu (nejblíže Slunci) byla 17. září 2023, vzdálená 0,22 AU (33 milionů km) – Slunci byla blíže než Merkur, který je průměrně vzdálen 0,4 AU (58 mil. km). Odhadovalo se tak, že po 13. září 2023 může z důvodu značného tepelného namáhání jádra komety dojít ke zjasnění o několik magnitud a prodlužování ohonu – z důvodu jejího drolení, dělení, či rozpadu. Excentricita dráhy komety 0,996 dává poloosu (průměrnou vzdálenost od Slunce) přibližně 57 AU (9 miliard km), což je srovnatelné s průměrnou vzdáleností 68 AU (10 mld. km) trpasličí planety Eris. Podle křivky jasnosti se očekávalo, že dosáhne jasnosti kolem +2 mag a teoreticky bude viditelná pouhým okem. Odhaduje se, že kolem Země naposledy proletěla před 434 lety (odhadovaná oběžná doba komety). Průměr má asi jeden kilometr a pozorovací oblouk sedm měsíců. Kometa neopustí sluneční soustavu a do afélia (nejvzdálenější vzdálenosti od Slunce) se dostane v roce 2227.
Kometa C/2023 P1 (Nišimura) může souviset s meteorickým rojem Sigma Hydridy, který je aktivní od 22. listopadu do 18. ledna (s vrcholem kolem 30. listopadu). Usuzuje se, že jde o led a prach vyvrhnutý při poslední návštěvě vnitřní sluneční soustavy.
Dalšími objevy amatérského astronoma Hidea Nišimury jsou neperiodická kometa C/1994 N1 (Nakamura-Nišimura-Machholz), kometa C/2021 O1 (Nišimura) a nova V6596 Sagittari.

## Pozorování
Kometu C/2023 P1 (Nišimura) se doporučuje pozorovat z vyvýšeného místa, ze kterého je dobrá viditelnost k obzoru směrem k východu/západu Slunce, krátce před začátkem a po konci občanského (civilního) soumraku.
| Září 2023             | Září 2023       | 12.   | 13.   | 14.   | 15.   | 16.   | 17.   | 18.   | 19.   | 20.   |
| --------------------- | --------------- | ----- | ----- | ----- | ----- | ----- | ----- | ----- | ----- | ----- |
| Magnituda [mag]       | Magnituda [mag] | 3,8   | 3,4   | 3,2   | 3,1   | 3,0   | 3,1   | 3,2   | 3,4   | 3,7   |
| SELČ                  | SELČ            | 06:06 | 19:55 | 19:52 | 19:50 | 19:48 | 19:46 | 19:44 | 19:41 | 19:39 |
| Obzorníkovésouřadnice | Azimut [°]      | 250,2 | 110,1 | 106,0 | 102,3 | 98,7  | 95,4  | 92,6  | 90,0  | 88,0  |
| Obzorníkovésouřadnice | Výška [°]       | 8,7   | 5,0   | 5,5   | 5,6   | 5,4   | 4,8   | 3,9   | 3,0   | 1,8   |
| Souhvězdí             | Souhvězdí       | Lev   | Lev   | Lev   | Panna | Panna | Panna | Panna | Panna | Panna |

| Září 2023 | Září 2023 | SELČ  | Rovníkové souřadnice | Rovníkové souřadnice | Magnituda [mag] | Výška [°] | Elongace [°] | Od Slunce [mil. km] | Od Země [mil. km] | Souhvězdí |
| Září 2023 | Září 2023 | SELČ  | Rektascenze          | Deklinace            | Magnituda [mag] | Výška [°] | Elongace [°] | Od Slunce [mil. km] | Od Země [mil. km] | Souhvězdí |
| --------- | --------- | ----- | -------------------- | -------------------- | --------------- | --------- | ------------ | ------------------- | ----------------- | --------- |
| 12.       | východ    | 04:56 | 10h 59m 37.4s        | 20° 33' 10.7"        | 6,07            | 0         | 16,8         | 46,31               | 128,18            | Lev       |
| 12.       | průchod   | 12:46 | 11h 05m 01.6s        | 20° 05' 49.2"        | 5,96            | 60        | 16,62        | 45,19               | 127,95            | Lev       |
| 12.       | západ     | 20:32 | 11h 10m 21.9s        | 19° 36' 55.0"        | 8,85            | 0         | 15,6         | 44,10               | 127,80            | Lev       |
| 13.       | východ    | 05:16 | 11h 16m 21.4s        | 19° 02' 08.2"        | 5,74            | 0         | 15,1         | 42,91               | 127,74            | Lev       |
| 13.       | průchod   | 12:53 | 11h 21m 33.6s        | 18° 29' 49.2"        | 5,64            | 58        | 14,6         | 41,91               | 127,78            | Lev       |
| 13.       | západ     | 20:35 | 11h 26m 47.2s        | 17° 55' 17.2"        | 5.53            | 0         | 14,1         | 40,94               | 127,92            | Lev       |
| 14.       | východ    | 05:39 | 11h 32m 52.4s        | 17° 12' 15.1"        | 5.42            | 0         | 13,6         | 39,84               | 128,20            | Lev       |
| 14.       | průchod   | 13:11 | 11h 37m 51.3s        | 16° 34' 35.3"        | 5,34            | 56        | 13,3         | 38,99               | 128,54            | Lev       |
| 14.       | západ     | 20:36 | 11h 42m 40.8s        | 15° 55' 52.7"        | 5,25            | 0         | 13,0         | 38,19               | 128,96            | Lev       |
| 15.       | východ    | 06:03 | 11h 48m 41.0s        | 15° 04' 19.4"        | 5,16            | 0         | 12,7         | 37,25               | 129,64            | Panna     |
| 15.       | průchod   | 13:22 | 11h 53m 12.0s        | 14° 22' 47.4"        | 5,09            | 54        | 12.5         | 36,59               | 130,28            | Panna     |
| 15.       | západ     | 20:34 | 11h 57m 31.4s        | 13° 40' 39.4"        | 5,03            | 0         | 12,4         | 36,00               | 130,99            | Panna     |
| 16.       | východ    | 06:26 | 12h 03m 14.0s        | 12° 41' 05.9"        | 4,97            | 0         | 12,3         | 35,29               | 132,12            | Panna     |
| 16.       | průchod   | 13:32 | 12h 07m 10.6s        | 11° 57' 06.6"        | 4,93            | 51        | 12,3         | 34,86               | 133,03            | Panna     |
| 16.       | západ     | 20:31 | 12h 10m 54.6s        | 11° 13' 03.6"        | 4,90            | 0         | 12,3         | 34,51               | 134,01            | Panna     |
| 17.       | východ    | 06:49 | 12h 16m 07.8s        | 10° 06' 58.7"        | 4,88            | 0         | 12,4         | 34,11               | 135.59            | Panna     |
| 17.       | průchod   | 13:41 | 12h 19m 24.6s        | 09° 22' 23.5"        | 4,88            | 49        | 12,4         | 33,94               | 136,73            | Panna     |
| 17.       | západ     | 20:25 | 12h 22m 28.1s        | 8° 38' 24.4"         | 4,88            | 0         | 12,5         | 33,84               | 137.92            | Panna     |
| 18.       | východ    | 07:09 | 12h 27m 00.8s        | 7° 28' 06.9"         | 4,91            | 0         | 12,7         | 33,83               | 139,93            | Panna     |
| 18.       | průchod   | 13:47 | 12h 29m 37.1s        | 6° 44' 46.1"         | 4,94            | 46        | 12,9         | 33,92               | 141,24            | Panna     |
| 18.       | západ     | 20:18 | 12h 32m 01.7s        | 6° 02' 22.5"         | 4,98            | 0         | 13,0         | 34,06               | 142,58            | Panna     |
| 19.       | východ    | 07:27 | 12h 35m 49.0s        | 4° 50' 35.6"         | 5,07            | 0         | 13,2         | 34,47               | 144,95            | Panna     |
| 19.       | průchod   | 13:51 | 12h 37m 48.4s        | 4° 09' 58.3"         | 5,13            | 44        | 13,4         | 34,78               | 146,36            | Panna     |
| 19.       | západ     | 20:09 | 12h 39m 38.4s        | 3° 30' 29.1"         | 5,19            | 0         | 13,5         | 35,15               | 147,77            | Panna     |
| 20.       | východ    | 07:42 | 12h 42m 41.5s        | 2° 19' 35.2"         | 5,33            | 0         | 13,7         | 35,95               | 150,41            | Panna     |
| 20.       | průchod   | 13:54 | 12h 44m 10.6s        | 1° 42' 25.0"         | 5,41            | 41        | 13,9         | 36,45               | 151.86            | Panna     |
| 20.       | západ     | 19:59 | 12h 45m 32.0s        | 1° 06' 35.6"         | 5.49            | 0         | 14,0         | 36,99               | 153,28            | Panna     |
| 21.       | východ    | 07:54 | 12h 47m 55.6s        | 0° 01' 38.7"         | 5,66            | 0         | 14,1         | 38,15               | 156,11            | Panna     |
| 21.       | průchod   | 13:54 | 12h 49m 00.5s        | 0° 35' 00.1"         | 5,75            | 39        | 14,2         | 38,79               | 157,53            | Panna     |
| 21.       | západ     | 19:49 | 12h 50m 00.1s        | -1° 07' 13.5"        | 5,85            | 0         | 14,3         | 39,45               | 158,94            | Panna     |

## Galerie

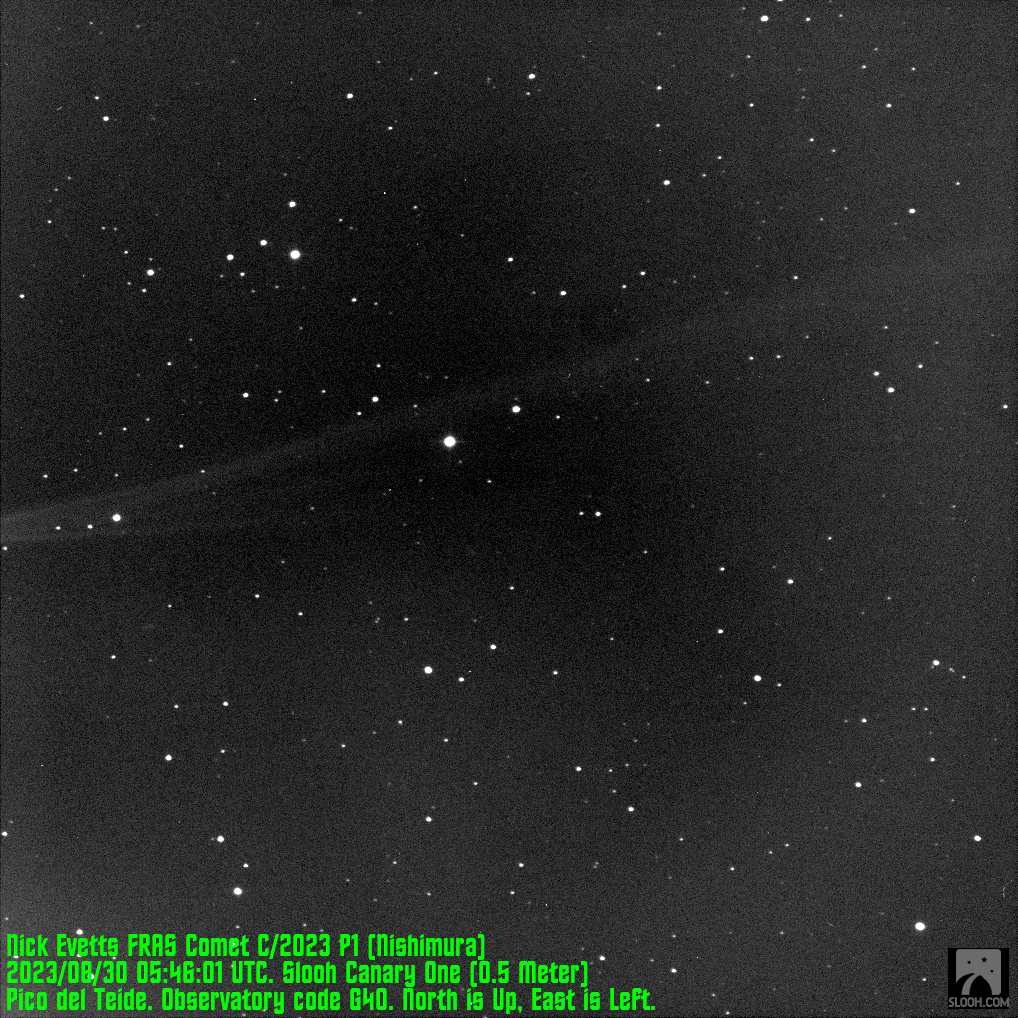
Iontový ohon komety C/2023 P1 (Nišimura) z online teleskopu Slooh 30. srpna 2023 v 5:46 UTC
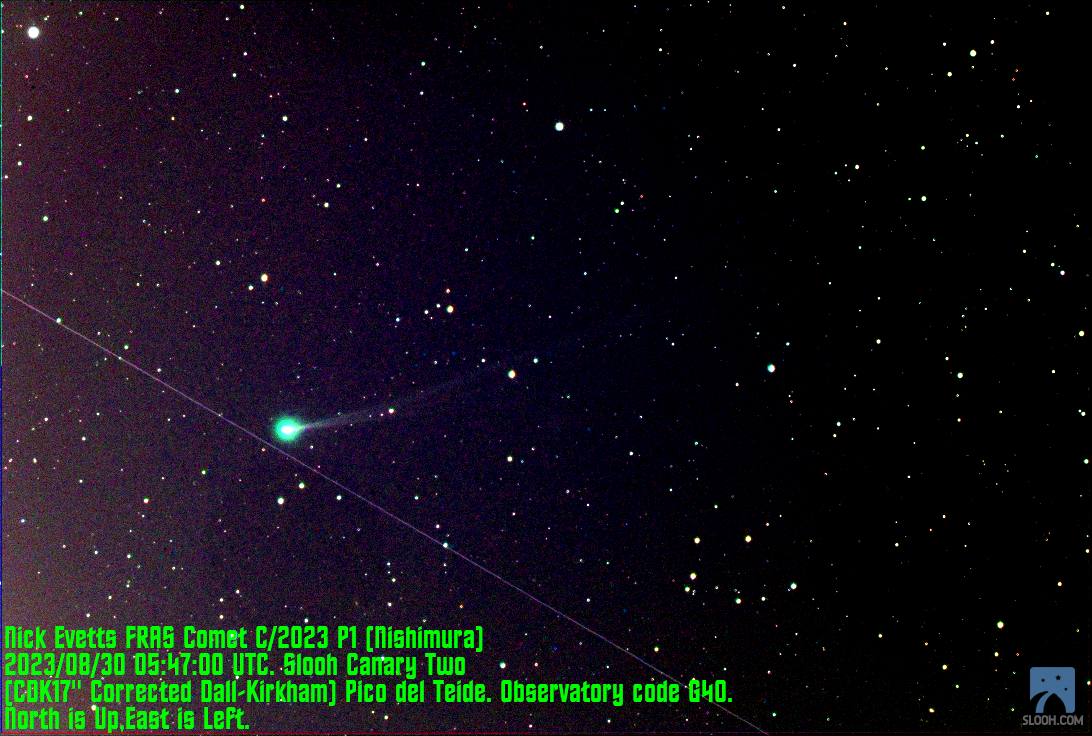
Kometa C/2023 P1 (Nišimura) z online teleskopu Slooh 30. srpna 2023 v 5:47 UTC
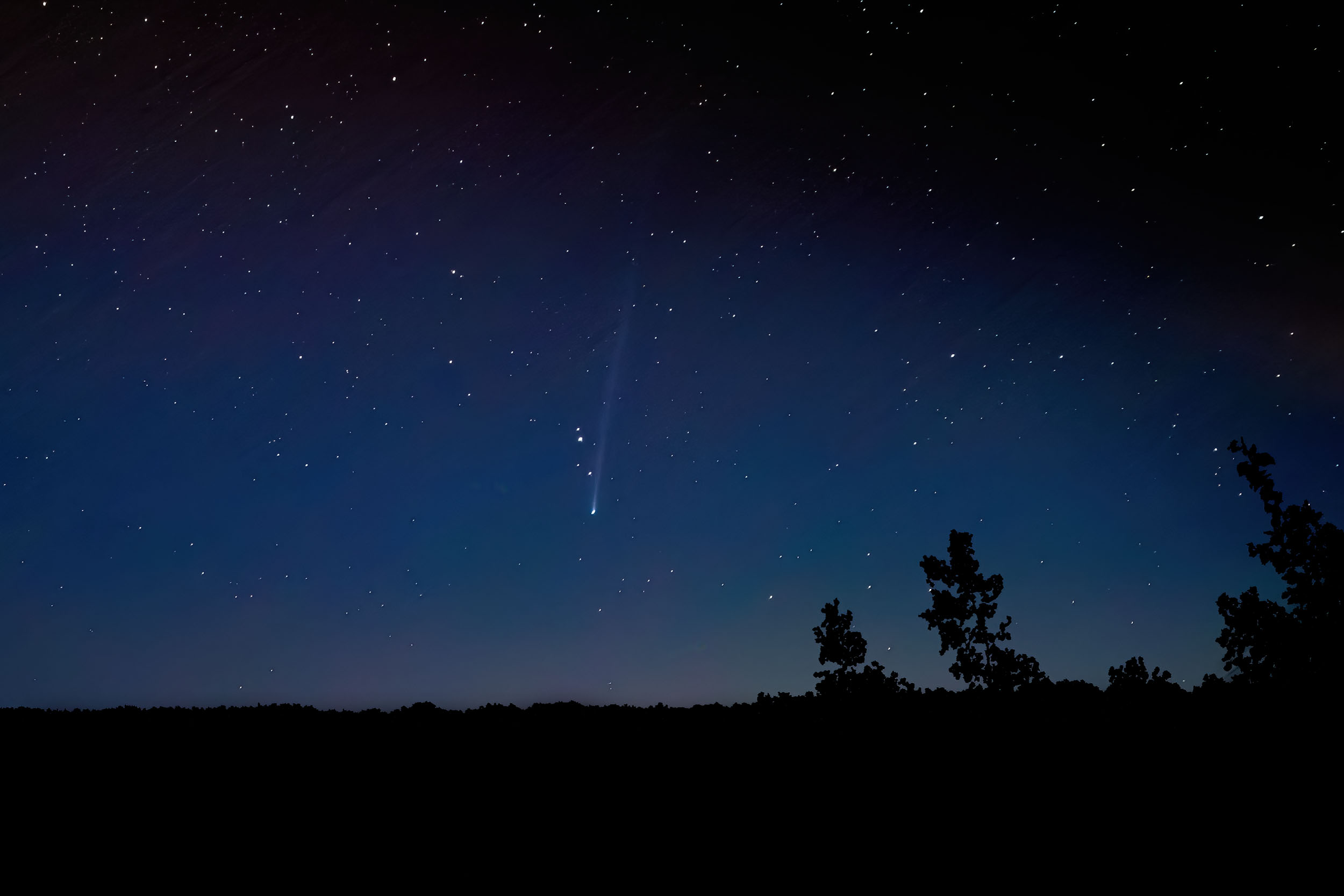
Kometa C/2023 P1 (Nišimura) s ohonem na ranní obloze 9. září 2023 ve 4:48 SELČ u jezera Bergheide v jižním Braniborsku se zdánlivou magnitudou 5,3 mag
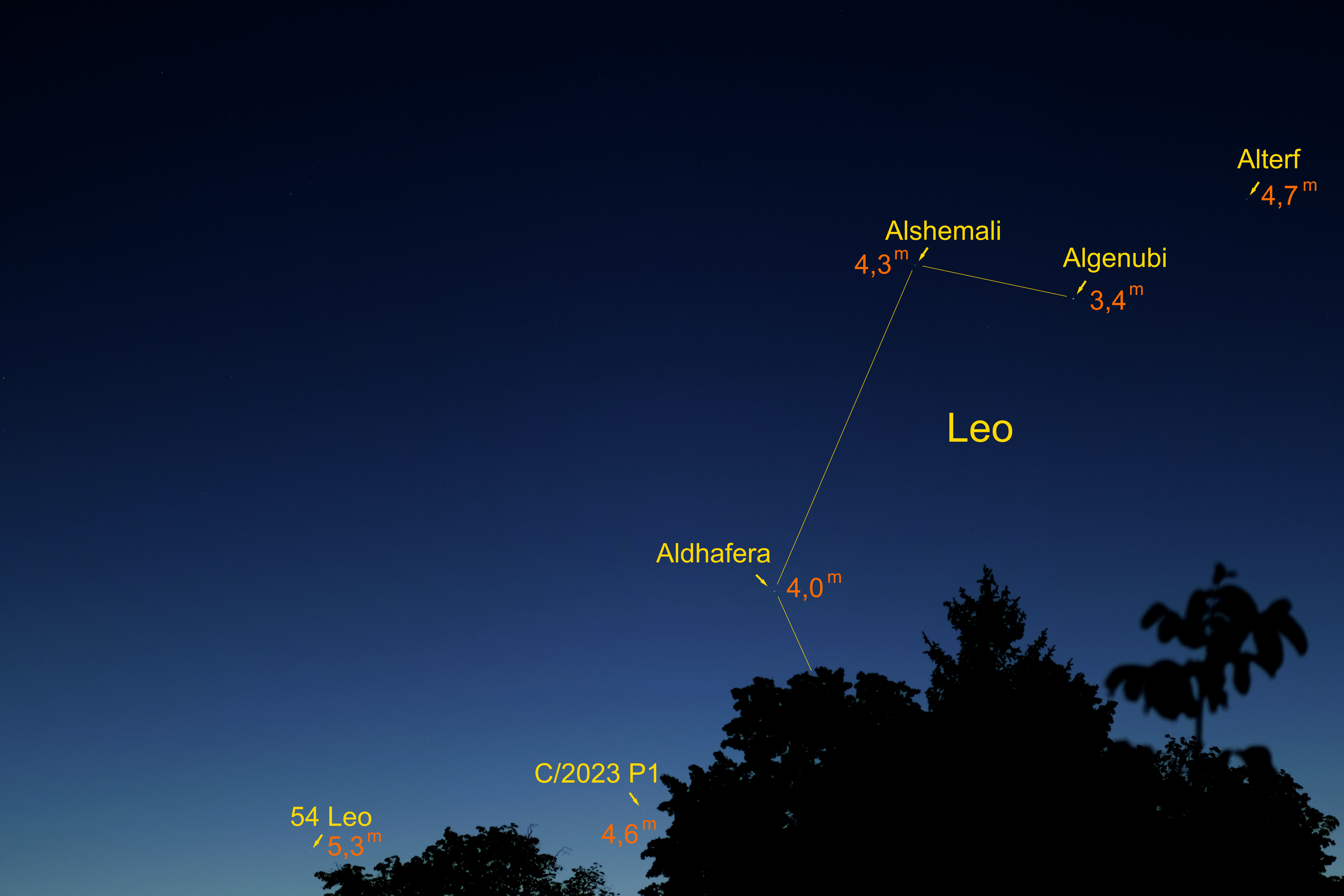
Kometa C/2023 P1 (Nišimura) za úsvitu v Berlíně 10. září 2023 v 5:31 SELČ. Výška komety nad obzorem byla jen přibližně 9 úhlových stupňů při zdánlivé jasnosti 4,6 mag – pouhým okem by nebyla viditelná ani za astronomického soumraku. V této době bylo navíc Slunce jen přibližně 9 obloukových stupňů pod obzorem – více než čtvrt hodiny panoval nautický soumrak, za kterého v této oblasti pouhým okem nebyly vidět již ani slabé hvězdy.